# El negocio
El Negocio es el segundo mixtape del cantante de reguetón colombiano J Balvin, lanzado y publicado en 2008. Contó con las colaboraciones de Héctor El Father, Zion, Jomar, Golpe A Golpe, Yelsid, Final & Shako, Diamond Flow, entre otros.
En 2011 se lanzó una reedición, publicado el 29 de octubre de 2011 por EMI Music. Contó con las colaboraciones Jowell & Randy, Cayito Dangond y Juancho De La Espriella. Cuenta con canciones como «Me gustas tú», «Como un animal» y «Sin compromiso».

## Lista de canciones
- Edición colombia (2008)

| N.º   | Título                                                                                    | Duración |  |
| 1.    | «Royal rumble colombiano» (con Sheeno, M.O, Yelsid, Gran Chester, Small, Lince & Jhorman) | 5:12     |  |
| 2.    | «Sobrenatural»                                                                            | 3:13     |  |
| 3.    | «Inalcanzable» (con Golpe A Golpe)                                                        | 4:12     |  |
| 4.    | «Dame tu corazón» (con Diamond Flow)                                                      | 4:25     |  |
| 5.    | «Si decides volver»                                                                       | 4:07     |  |
| 6.    | «Ella me cautivo»                                                                         | 4:12     |  |
| 7.    | «Te entregas» (con Juancho Style)                                                         | 3:40     |  |
| 8.    | «Invisible»                                                                               | 4:04     |  |
| 9.    | «Pa' la tumba (Remix)» (con Héctor El Father)                                             | 4:05     |  |
| 10.   | «Panas»                                                                                   | 3:05     |  |
| 11.   | «Lunatica» (con Jay-T)                                                                    | 3:30     |  |
| 12.   | «Algo mágico» (con Jutha & Small)                                                         | 3:43     |  |
| 13.   | «Tranquilo»                                                                               | 4:27     |  |
| 14.   | «Te quiero de verdad» (con El Punto)                                                      | 3:57     |  |
| 15.   | «Mi vecina» (con Don Chester, Small & Guerrero, Golpe A Golpe)                            | 3:49     |  |
| 16.   | «Fantasía»                                                                                | 3:48     |  |
| 17.   | «Báilame» (con Final & Shako, Marlon Capri, Yelsid, Gorgie & Yey)                         | 4:10     |  |
| 18.   | «Calor (Remix)» (con Jomar & Zion)                                                        | 3:44     |  |
| 71:30 |                                                                                           |          |  |

- Edición EMI Music (2011)

| N.º   | Título                                                     | Duración |  |
| 1.    | «Seguiré subiendo»                                         | 3:39     |  |
| 2.    | «Como un animal»                                           | 3:19     |  |
| 3.    | «Me gustas tú»                                             | 2:59     |  |
| 4.    | «Un sueño»                                                 | 3:16     |  |
| 5.    | «Sin compromiso»                                           | 3:09     |  |
| 6.    | «Abrázame»                                                 | 3:33     |  |
| 7.    | «Mi corazón»                                               | 3:14     |  |
| 8.    | «Pandereta» (con Cayito Dangond & Juancho De La Espriella) | 4:30     |  |
| 9.    | «Dime tú»                                                  | 3:44     |  |
| 10.   | «Invisible»                                                | 3:38     |  |
| 11.   | «Hola que tal»                                             | 3:57     |  |
| 12.   | «Sin compromiso (Remix)» (con Jowell & Randy)              | 4:07     |  |
| 13.   | «Me gustas tú (Versión merengue)»                          | 2:58     |  |
| 46:03 |                                                            |          |  |